# 나탈리아 데 몰리나
나탈리아 데 몰리나(Natalia de Molina, 1990년 12월 19일 ~ )는 스페인의 배우이다. 2013 고야상 신인여우상, 2015 고야상 여우주연상, 2015 베를린 국제 영화제 슈팅스타상 공동수상자이다.

## 작품 목록
- 눈을 감으면 삶은 더 편하지 (Vivir es fácil con los ojos cerrados, 2013)
- 홈 앤 푸드 (Techo y Comida, 2015)